# 성무일도 노래집

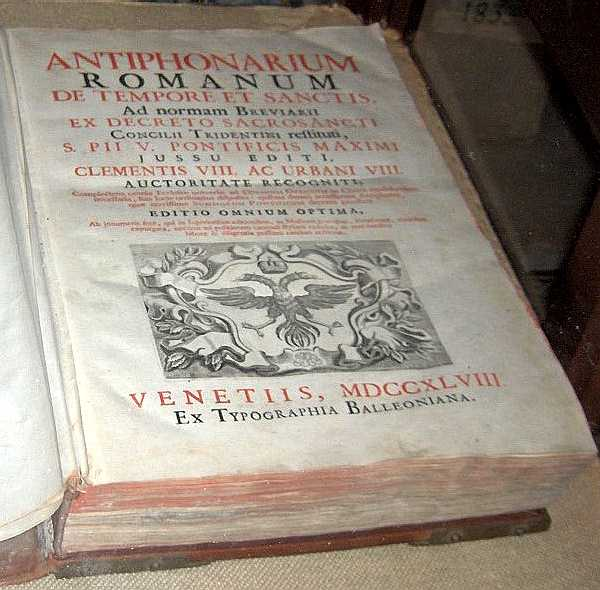
성무일도 노래집, 베네치아에서 1748년 인쇄

성무일도 노래집(Antiphonarium, Antiphonale)은 기독교의 성무일도 전례에서 사용하는 전례서의 하나이다. 어원적으로 라틴어 antiphona(후렴, 전렴)에서 유래한다.
성무일도 또는 소성무일도와 구별되는 가장 큰 차이점은, 성무일도(시간전례)에서 노래로 불러야 하는 부분에 대한 선율과 가사를 담고 있으며, 낭독하는 부분(독서, 청원기도, 마침기도)은 일반적으로 생략하고 수록하고 있지 않다는 점이다.

## 종류
- 성무일도 노래집(Antiphonarium, Antiphonale)
- 수도원 성무일도 노래집(Anthiphonale Monasticum)
- 로마 성무일도 노래집(Antiphonale Romanum)

### 구별
- 미사 노래집(Antiphonarium Missae): 이 책도 라틴어로 Antiphonle, Antiphonarium을 동일하게 사용하지만, 이 책은 성무일도를 위한 노래집이 아니다. 오히려 미사에서 사용하는 입당송(Antiphona ad introritum), 봉헌송, 영성체송 등의 노래를 모은 책이므로, 로마 미사 성가집(그라두알레 로마눔, Graduale Romanum)에 연괸된 책이다.

## 같이 보기
- 성무일도
- 소성무일도
- 로마 미사 성가집